# Шовикова Марія Степанівна
Марія Степанівна Шовикова (нар. 2 листопада 1949, село Кровне, тепер Сумського району Сумської області) — українська радянська діячка, бригадир штукатурів будівельного управління «Опоряджбуд» тресту «Сумжитлобуд» Сумської області. Депутат Верховної Ради УРСР 11-го скликання.

## Біографія
Освіта середня. Закінчила Сумське професійно-технічне училище № 6.
З 1967 року — штукатур, бригадир штукатурів будівельного управління «Опоряджбуд» тресту «Сумжитлобуд» Сумської області.
Потім — на пенсії в місті Суми Сумської області.

## Нагороди
- ордени
- медалі